# Francisco del Castillo y Horcasitas
Francisco del Castillo y Horcasitas fue un noble y militar español que ostentó los títulos nobiliarios de VI príncipe de Santo Mauro de Nápoles, V marqués de Villadarias, IX marqués de Crópani, VII conde de Peñón de la Vega y VI conde de Moriana del Río, dos veces grande de España.

## Biografía
Francisco del Castillo nació en Badalona en 1743 y era el segundo hijo de Juan Bautista del Castillo y Veintimiglia y de Juana de Horcasitas y del Castillo. Su padre era el titular del principado de Santo Mauro de Nápoles, de los marquesados de Villadariasll y de Crópani y del condado de Peñón de la Vega, mientras que su madre era la III condesa de Moriana del Río.
Su hermano Juan María, como primogénito era el sucesor en todos los títulos y cuando se desposó, sus padres le anticiparon los condados de Peñón de la Vega y de Moriana del Río. Pero Juan María y su único hijo fallecieron antes de poder obtener ninguno de los títulos que le quedaban por heredar.
Los príncipes de Santo Mauro de Nápoles decidieron que fuera Francisco el que quedara con los condados de Peñón de la Vega y de Moriana del Río, ya que de todas formas se convertía en el nuevo heredero de la Casa de Castillo y por lo tanto todos los títulos iban a acabar recayendo en él.
Así pues, desde 1765 ostentó los títulos de VIIconde de Peñón de la Vega y de V conde de Moriana del Río.
Cuando falleció su padre en 1773 pasó a ser el VI príncipe de Santo Mauro de Nápoles, V marqués de Villadarias y IX marqués de Crópani.
Francisco se desposó el 12 de septiembre de 1766 con María Teresa Fernández de Córdoba y Sarmiento, hija del duque de Medinaceli y de la condesa de Salvatierra. Con ella tuvo a su único hijo, un varón llamado Francisco del Castillo y Fernández de Córdoba.
Francisco fue Teniente General de los Reales Ejércitos y Caballero de las Órdenes de Santiago y de la Gran Cruz de Carlos III. También fue Capitán General de Alabarderos, cuerpo de élite de la Guardia Real Española.
En el año 1794, Francisco traspasó los condados de Peñón de la Vega y de Moriana del Río a su hijo en modo de anticipo, al igual que hiciera su padre con su hermano. Pero su hijo falleció en 1797, regresando de nuevo los condados a Francisco.
Tras perder a su sucesor, Francisco quedó sin descendencia. En su testamento dejó plasmado que el principado de Santo Mauro de Nápoles, el marquesado de Villadarias y el condado de Moriana del Río debían pasar a su primo-hermano Francisco Javier de Santisteban y Horcasitas, mientras que el marquesado de Crópani y el condado de Peñón de la Vega quedaban para Melchor María de Avellaneda y Ceballos, hijo de su primo-hermano Lope Gregorio de Avellaneda y Lucena. El motivo de que no coincidan ninguno de los apellidos de Francisco con su primo Lope Gregorio de Avellaneda y Lucena se debe a que el padre de Francisco y la madre de Lope Gregorio eran hermanos solo de madre.
Francisco del Castillo falleció en 1798 a los 55 años de edad.
| Predecesor: Juan Bautista del Castillo y Veintimiglia     | Príncipe de Santo Mauro de Nápoles 1773-1798  | Sucesor: Francisco Javier de Santisteban y Horcasitas  |
| Predecesor: Juan Bautista del Castillo y Veintimiglia     | Marqués de Villadarias 1773-1798              | Sucesor: Francisco Javier de Santisteban y Horcasitas  |
| Predecesor: Juan Bautista del Castillo y Veintimiglia     | Marqués de Cropani 1773-1798                  | Sucesor: Melchor María de Avellaneda y Ceballos        |
| Predecesor: Juan María del Castillo y Horcasitas          | Conde de Peñón de la Vega 1765-1794           | Sucesor: Francisco del Castillo y Fernández de Córdoba |
| Predecesor: Francisco del Castillo y Fernández de Córdoba | Conde de Peñón de la Vega 2.ª vez 1797 – 1798 | Sucesor: Melchor María de Avellaneda y Ceballos        |
| Predecesor: Juan María del Castillo y Horcasitas          | Conde de Moriana del Río 1765-1794            | Sucesor: Francisco del Castillo y Fernández de Córdoba |
| Predecesor: Francisco del Castillo y Fernández de Córdoba | Conde de Moriana del Río 2.ª vez 1797-1798    | Sucesor: Francisco Javier de Santisteban y Horcasitas  |
| Predecesor: Juan Bautista del Castillo y Veintimiglia     | grande de España 1773-1798                    | Sucesor: Francisco Javier de Santisteban y Horcasitas  |

- Datos: Q5474141